# Paris-Roubaix 1996
Paris-Roubaix 1996 a fost a 94-a ediție a Paris-Roubaix, o cursă clasică de ciclism de o zi din Franța. Evenimentul a avut loc pe 14 aprilie 1996 și s-a desfășurat pe o distanță de 263,5 kilometri până la velodromul din Roubaix. Câștigătorul a fost Johan Museeuw din Belgia de la echipa Mapei–GB.

## Rezultate
| Loc | Concurent                | Echipă         | Timp       |
| --- | ------------------------ | -------------- | ---------- |
| 1   | Johan Museeuw (BEL)      | Mapei–GB       | 6h 38' 10" |
| 2   | Gianluca Bortolami (ITA) | Mapei–GB       | a.t.       |
| 3   | Andrea Tafi (ITA)        | Mapei–GB       | a.t.       |
| 4   | Stefano Zanini (ITA)     | Gewiss Playbus | + 2' 38"   |
| 5   | Franco Ballerini (ITA)   | Mapei–GB       | + 2' 38"   |
| 6   | Andrei Cimili (UKR)      | Lotto          | + 5' 27"   |
| 7   | Brian Holm (DEN)         | Team Telekom   | + 5' 27"   |
| 8   | Viatcheslav Ekimov (RUS) | Rabobank       | + 5' 27"   |
| 9   | Francis Moreau (FRA)     | GAN            | + 5' 27"   |
| 10  | Marco Milesi (ITA)       | Brescialat     | + 5' 27"   |